# Instant Crush
Instant Crush è un singolo del gruppo musicale francese Daft Punk, pubblicato il 22 novembre 2013 come quarto estratto dal quarto album in studio Random Access Memories.

## Descrizione
Il brano ha visto la partecipazione vocale del cantante degli Strokes Julian Casablancas, il quale esegue anche l'assolo di chitarra nella sezione centrale del brano.
Mentre stavano lavorando alla colonna sonora del film Tron: Legacy nel 2010, i Daft Punk si sono incontrati con Casablancas nel loro studio tramite un amico comune. Il duo, entrambi fan del gruppo di Casablancas, gli Strokes, ha presentato a lui una traccia demo strumentale destinata a un possibile impiego per il prossimo album dei Daft Punk. Casablancas ha reagito positivamente all'ascolto della demo, alla quale ha successivamente fornito alcune parti vocali, formando la base di ciò che sarebbe divenuta Instant Crush.
Il brano definitivo apparso in Random Access Memories è stato prodotto dai Daft Punk con Casablancas, il quale ne esegue anche l'assolo di chitarra. I Daft Punk invece hanno eseguito le parti di tastiera e di sintetizzatore, oltre anche a quelle di chitarra. Altri musicisti che hanno collaborato al brano sono Nathan East (basso) John "JR" Robinson (batteria) e Quinn (percussioni). Il critico John Balfe considera Instant Crush «appropriatamente simile a [un brano degli] Strokes, anche se il tipico parlato [di Casablancas] viene alimentato in modo sostanziale da un vocoder.» Guy-Manuel de Homem-Christo ha notato che «è vero che non si tratta del suo tipico metodo di registrazione, è il modo in cui Julian ha reagito alla traccia e quindi per noi è stato ancora più emozionante».

## Video musicale
Il video è stato diretto da Warren Fu (responsabile della copertina di Random Access Memories, nonché co-regista del videoclip di Lose Yourself to Dance) e pubblicato il 6 dicembre 2013 attraverso il canale YouTube del duo.
Esso mostra la storia d'amore di due figure di cera, intervallati da alcuni filmati in cui Casablancas canta il brano.

## Tracce
Testi e musiche di Thomas Bangalter, Julian Casablancas e Guy-Manuel de Homem-Christo.
CD promozionale (Francia, Giappone, Paesi Bassi)
1. Instant Crush (Radio Edit) – 4:13

CD promozionale (Regno Unito)
1. Instant Crush (Radio Edit) – 4:13
2. Instant Crush (Album Version) – 5:38

## Formazione
Musicisti
- Daft Punk – sintetizzatore, tastiera, chitarra
- Julian Casablancas – voce, chitarra solista
- Nathan East – basso
- John "JR" Robinson – batteria
- Quinn – percussioni

Produzione
- Thomas Bangalter – produzione
- Guy-Manuel de Homem-Christo – produzione
- Julian Casablancas – coproduzione
- Peter Franco – registrazione, assistenza missaggio
- Mick Guzauski – registrazione, missaggio
- Florian Lagatta – registrazione
- Daniel Lerner – ingegneria audio digitale
- Seth Waldmann – assistenza missaggio, assistenza registrazione
- Cory Brice – assistenza registrazione
- Nicolas Essig – assistenza registrazione
- Eric Eylands – assistenza registrazione
- Derek Karlquist – assistenza registrazione
- Miguel Lara – assistenza registrazione
- Mike Larson – assistenza registrazione
- Kevin Mills – assistenza registrazione
- Charlie Pakkari – assistenza registrazione
- Bill Rahko – assistenza registrazione
- Kyle Stevens – assistenza registrazione
- Doug Tyo – assistenza registrazione
- Eric Weaver – assistenza registrazione
- Alana Da Fonseca – registrazione aggiuntiva
- Phil Joly – registrazione aggiuntiva
- Bob Ludwig – mastering

## Classifiche
| Classifica (2013/14)           | Posizione massima |
| ------------------------------ | ----------------- |
| Belgio (Fiandre)               | 23                |
| Belgio (Vallonia)              | 5                 |
| Francia                        | 4                 |
| Stati Uniti (dance/electronic) | 20                |
| Svezia                         | 37                |
| Svizzera                       | 40                |

## Cover
Nel 2015 la cantante australiana Natalie Imbruglia ha pubblicato una propria versione di Instant Crush, inserita successivamente nel suo album Male.